# جيمس جي. كينغ
جيمس جي. كينغ (بالإنجليزية: James G. King)‏ هو سياسي أمريكي، ولد في 8 مايو 1791 في نيويورك في الولايات المتحدة، وتوفي في 3 أكتوبر 1853 في الولايات المتحدة. حزبياً، نشط في حزب اليمين. وقد انتخب عضو مجلس النواب الأمريكي.

## روابط خارجية
- جيمس جي. كينغ على موقع الموسوعة البريطانية (الإنجليزية)